# Unité urbaine de Decazeville
L'unité urbaine de Decazeville est une unité urbaine française centrée sur les communes d'Aubin et Decazeville dans le département de l'Aveyron et la région Occitanie.

## Données globales
En 2010, selon l'Insee, l'unité urbaine de Decazeville est composée de cinq communes, toutes situées dans l'arrondissement de Villefranche-de-Rouergue, subdivision administrative du département de l'Aveyron.
Dans le nouveau zonage de 2020, le périmètre est identique.
En 2022, avec 13 501 habitants, elle représente la 3e unité urbaine du département de l'Aveyron et occupe le 40e rang dans la région Occitanie.
En 2021, sa densité de population s'élève à 164 hab/km2. Par sa superficie, elle ne représente que 0,96 % du territoire départemental mais, par sa population, elle regroupe 4,9 % de la population du département de l'Aveyron.

## Composition 2020 de l'unité urbaine
Elle est composée des 5 communes suivantes :
| Nom                 | Code Insee | Département | Statut       | Superficie (km2) | Population (dernière pop. légale) | Densité (hab./km2) | Modifier                                    |
| ------------------- | ---------- | ----------- | ------------ | ---------------- | --------------------------------- | ------------------ | ------------------------------------------- |
| Aubin               | 12013      | Aveyron     | ville-centre | 27,23            | 3 465 (2022)                      | 127                | modifier les données · modifier les données |
| Decazeville         | 12089      | Aveyron     | ville-centre | 13,88            | 5 025 (2022)                      | 362                | modifier les données · modifier les données |
| Cransac-les-Thermes | 12083      | Aveyron     | banlieue     | 6,91             | 1 464 (2022)                      | 212                | modifier les données · modifier les données |
| Firmi               | 12100      | Aveyron     | banlieue     | 29,13            | 2 333 (2022)                      | 80                 | modifier les données · modifier les données |
| Viviez              | 12305      | Aveyron     | banlieue     | 6,53             | 1 214 (2022)                      | 186                | modifier les données · modifier les données |

## Évolution démographique
L'évolution démographique ci-dessous concerne l'unité urbaine selon le périmètre défini en 2020.
| 1968   | 1975   | 1982   | 1990   | 1999   | 2010   | 2015   | 2021   |
| ------ | ------ | ------ | ------ | ------ | ------ | ------ | ------ |
| 25 728 | 24 408 | 21 925 | 19 170 | 17 044 | 15 593 | 14 598 | 13 696 |

#### Données générales
- Unité urbaine en France
- Aire d'attraction d'une ville
- Liste des unités urbaines de France

#### Données démographiques en rapport avec l'unité urbaine de Decazeville
- Aire d'attraction de Decazeville
- Arrondissement de Villefranche-de-Rouergue

#### Données démographiques en rapport avec l'Aveyron
- Démographie de l'Aveyron